# 張大謨
張大謨（1548年—1608年），字希皐，號南川，直隸廣平府永年縣人，校籍，明朝政治人物。

## 生平
隆慶元年（1567年）丁卯科順天府鄉試第五十名，萬曆八年（1580年）庚辰科會試第二百九十九名，登三甲第二百零九名進士。刑部觀政，次年授三原知县，丁憂归乡。十四年复除诸城县，十七年行取，选授山东道御史，十八年差巡按贵州，二十年丁憂归乡。
萬曆二十五年（1597年）起补湖广道御史，本年巡按山东。二十七年丁憂归乡。三十三年（1605年）起补原职，巡视光禄寺，三十四年巡视京营，管理北城九门盐法，巡视東城。三十五年差南京畿道刷卷，三十六年去世。

## 家族
曾祖張鏜；祖父張子睿；父張汝旒，曾任恩利冠帶。母馬氏。